# آنتونی ایرلند
آنتونی ایرلند (انگلیسی: Anthony Ireland؛ ۴ فوریه ۱۹۰۲ – ۴ دسامبر ۱۹۵۷) یک هنرپیشه اهل بریتانیا بود.
وی بازیگر فیلم‌هایی همچون چشمان اسپانیایی و نخست‌وزیر بوده است.